# Larkhall
Larkhall es una localidad situada en el concejo de South Lanarkshire, en Escocia (Reino Unido), con una población estimada a mediados de 2016 de 14 740 habitantes. Se encuentra ubicada en la zona centro-sur de Escocia, al sureste de Glasgow y al suroeste de Edimburgo.
Es el lugar de nacimiento del jugador profesional de snooker Graeme Dott (1977-).